# Liste der Kulturdenkmale in Tramm (Lauenburg)
In der Liste der Kulturdenkmale in Tramm sind alle Kulturdenkmale der schleswig-holsteinischen Gemeinde Tramm (Kreis Herzogtum Lauenburg) aufgelistet (Stand: 10. März 2025).

## Legende
In den Spalten befinden sich folgende Informationen:
- Objekt-ID: die Nummer des Kulturdenkmales
- Lage: die Adresse des Kulturdenkmales und die geographischen Koordinaten. Kartenansicht, um Koordinaten zu setzen. In der Kartenansicht sind Kulturdenkmale ohne Koordinaten mit einem roten Marker dargestellt und können in der Karte gesetzt werden. Kulturdenkmale ohne Bild sind mit einem blauen Marker gekennzeichnet, Kulturdenkmale mit Bild mit einem grünen Marker.
- Offizielle Bezeichnung: Bezeichnung des Kulturdenkmales
- Beschreibung: die Beschreibung des Kulturdenkmales
- Bild: ein Bild des Kulturdenkmales

## Sachgesamtheiten
| Objekt-ID      | Lage                                      | Offizielle Bezeichnung | Beschreibung | Bild |
| -------------- | ----------------------------------------- | ---------------------- | --- | ---- |
| 40596 Wikidata | Dorfstraße (53° 33′ 48″ N, 10° 36′ 53″ O) | Kapelle Tramm          | Aktualisierung vorgesehen - Begründung: geschichtlich, künstlerisch, städtebaulich, Kulturlandschaft prägend - Schutzumfang: Kapelle mit Ausstattung, Kirchhof, Lindenkranz, Feldsteinwall | BW   |

## Bauliche Anlagen
| Objekt-ID     | Lage                                      | Offizielle Bezeichnung  | Beschreibung | Bild |
| ------------- | ----------------------------------------- | ----------------------- | --- | ---- |
| 2857 Wikidata | Dorfstraße (53° 33′ 48″ N, 10° 36′ 53″ O) | Kapelle mit Ausstattung | Alteintragung (Aktualisierung vorgesehen) - Begründung: geschichtlich, künstlerisch, städtebaulich - Schutzumfang: Alteintragung (Aktualisierung vorgesehen) - Denkmaltyp: Bauliche Anlage, Sachgesamtheit: Kapelle Tramm | BW   |

## Gründenkmale
| Objekt-ID      | Lage                                      | Offizielle Bezeichnung | Beschreibung | Bild |
| -------------- | ----------------------------------------- | ---------------------- | --- | ---- |
| 20775 Wikidata | Dorfstraße (53° 33′ 48″ N, 10° 36′ 55″ O) | Kirchhof               | Alteintragung (Aktualisierung vorgesehen) - Begründung: geschichtlich, Kulturlandschaft prägend - Schutzumfang: Kirchhof, Lindenkranz, Feldsteinwall - Denkmaltyp: Gründenkmal, Sachgesamtheit: Kapelle Tramm | BW   |

## Quelle
- Liste der Kulturdenkmale in Schleswig-Holstein – Herzogtum Lauenburg (PDF)

- Karte mit allen Koordinaten:
- OSM |
- WikiMap